# コールズベイ
コールズベイ  (Coles Bay) は、オーストラリア・タスマニア州の小さな町。人口は353人（2016年）。東海岸のコールズ湾沿いにある観光地で、住人は少ないが多数の観光客が訪れる。
ホバートの北東192km、ロンセストンの南東209kmに位置し、フレイシネット国立公園（Freycinet National Park）の主要な入口である。景観の良い自然と、ハイキング、サイクリング、魚釣り、ボート遊び、カヤックなどの野外活動が楽しめる。2010年12月、郵便局と商店が焼失した。

## 歴史
1820年代、それまでアボリジニが住んでいたこの地域一帯に、欧州人が徐々に定住する。特に、捕鯨船の漁師とアザラシ猟師が定住するようになった。冒険家や世捨て人も住みついた（History - Coles Bay, Wine Glass Bay Tasmania）。
英国人のサイラス・コール（Silas Cole）が、この地で、アボリジニから貝殻を集め、燃やし、石灰を作っていた。彼の名前にちなんで、その湾はコールズ湾、その土地はコールズベイ（Cole Bay）と呼ばれるようになった。
1840年代になると、クジラの乱獲のため、沿岸での捕鯨は難しくなり、遠洋のクジラを捕獲するようになるが、それも1880年代には衰退する。
一方、1850年代から、羊と牛の牧畜がおこなわれた。
1916年8月、この地域一帯が、フレイシネット国立公園（Freycinet National Park）に制定される（Parks & Wildlife Service - Freycinet National Park）。その後、1977年、シューテン島（Schouten Island）、 1992年にフレンドリー・ビーチス（Friendly Beaches）を含む海岸地帯を国立公園に編入した。

## レジ袋廃止運動発祥の町
2003年4月、2年間の議論の末、この街はオーストラリアで最初に、プラスチック・レジ袋（Plastic shopping bag）廃止を宣言した。世界的にも初期である（Phase-out of lightweight plastic bags）。
街のパン屋でコールズベイ観光協会会長だったベン・カーニー（Ben Kearney）が、オーストラリアの環境保護団体・Planet Arkの助力を得て、プラスチック・レジ袋の環境破壊防止運動を展開した。結局、プラスチック・レジ袋は、再生可能な有料の紙袋か、何度も使えるショッピングバッグを使ってもらうことになった。この環境保護への貢献により、カーニーは、2005年の「オーストラリアの地元のヒーロー（Australia's Local Hero）」賞を受賞した（Australian of the Year Awards）。
タスマニア州政府は、コールズベイに「環境優秀賞」(Environmental Excellence Awards | SeaWorld Teachers)を授与した。

## 現在
現在は、観光拠点の町である。約20軒の宿泊施設があり、レストラン、カフェ、土産物店がある。コンビニはあるがスーパーマーケットはない。ガソリンスタンドはある。
宿泊施設は1泊15 - 19万円の超高級のサファイア フレイシネット ホテル（Saffire Freycinet）、1泊2 - 4万円の高級のエッジ オブ ザ ベイ リゾート（Edge of the Bay Resort）から、ベッド＆ブレックファスト、コンドミニアム、キャビン、ホリデーパーク（BIG4 Iluka on Freycinet Holiday Park）、ユースホステル（イルカ・バックパッカーズYHA - Coles Bay - Esplanade）まで各種ある（Accommodation and Places to stay at Coles Bay）。

## 観光

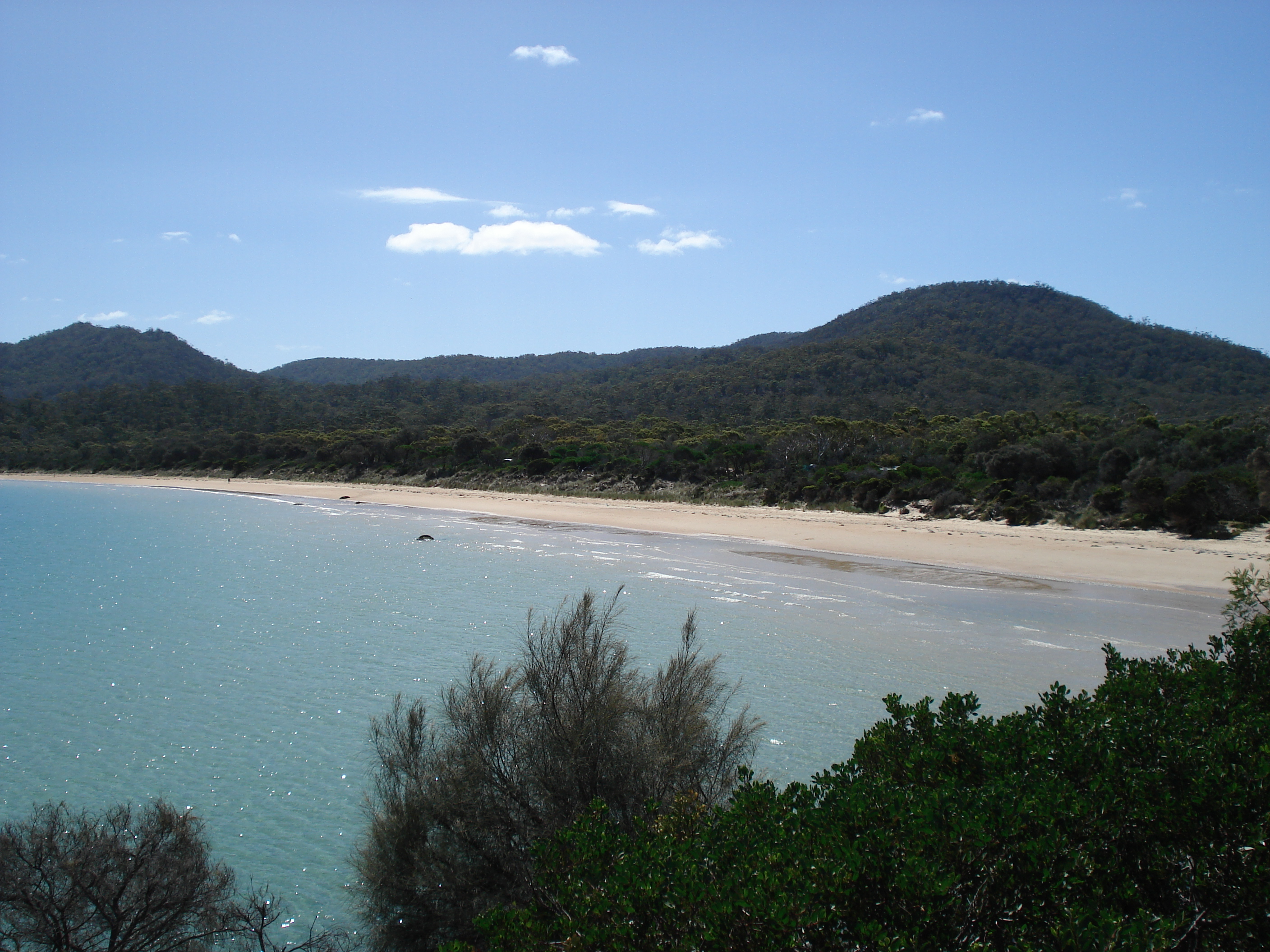
コールズ湾とミューアズ・ビーチ

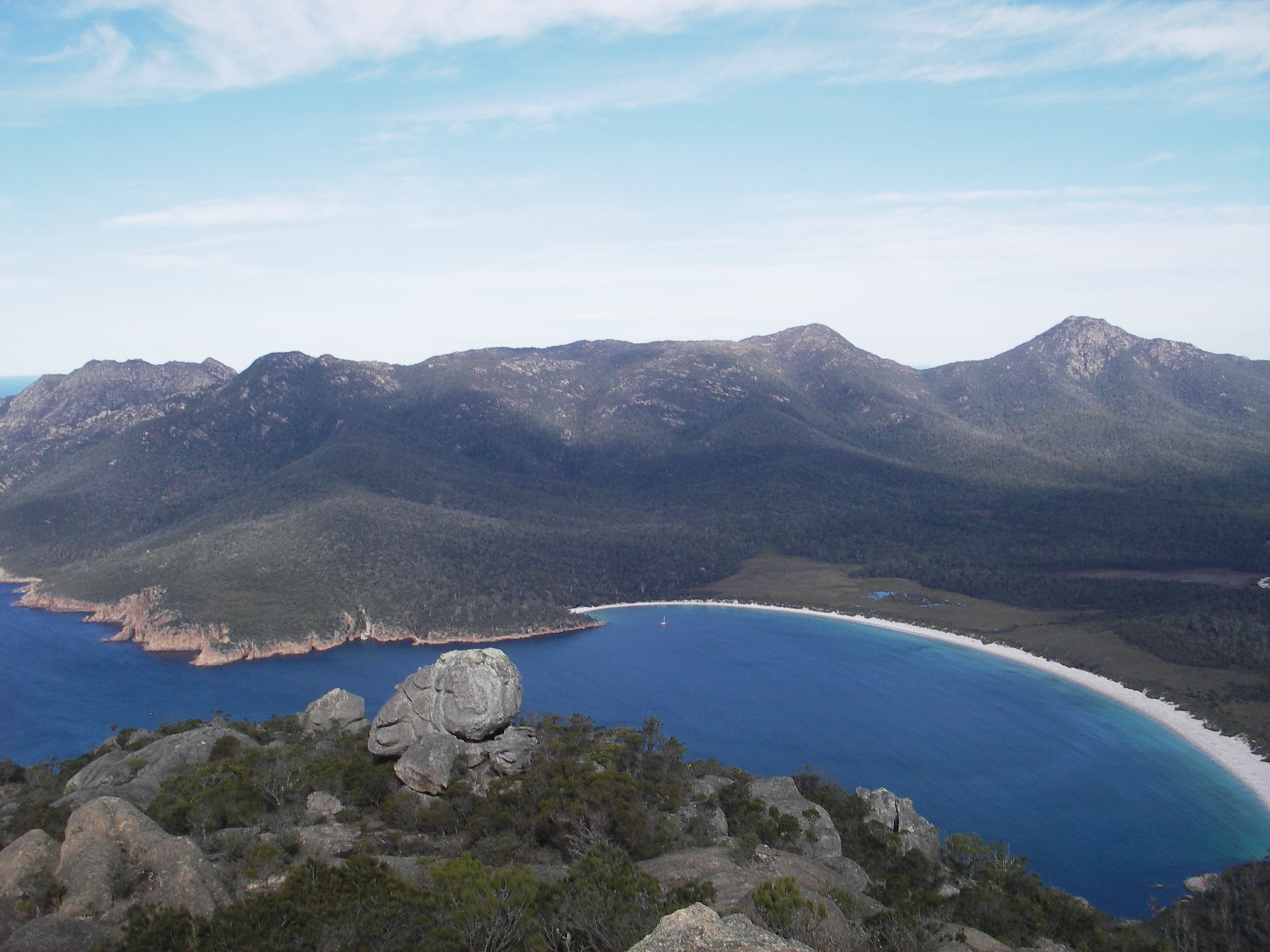
ハザード山脈から望むワイングラス湾

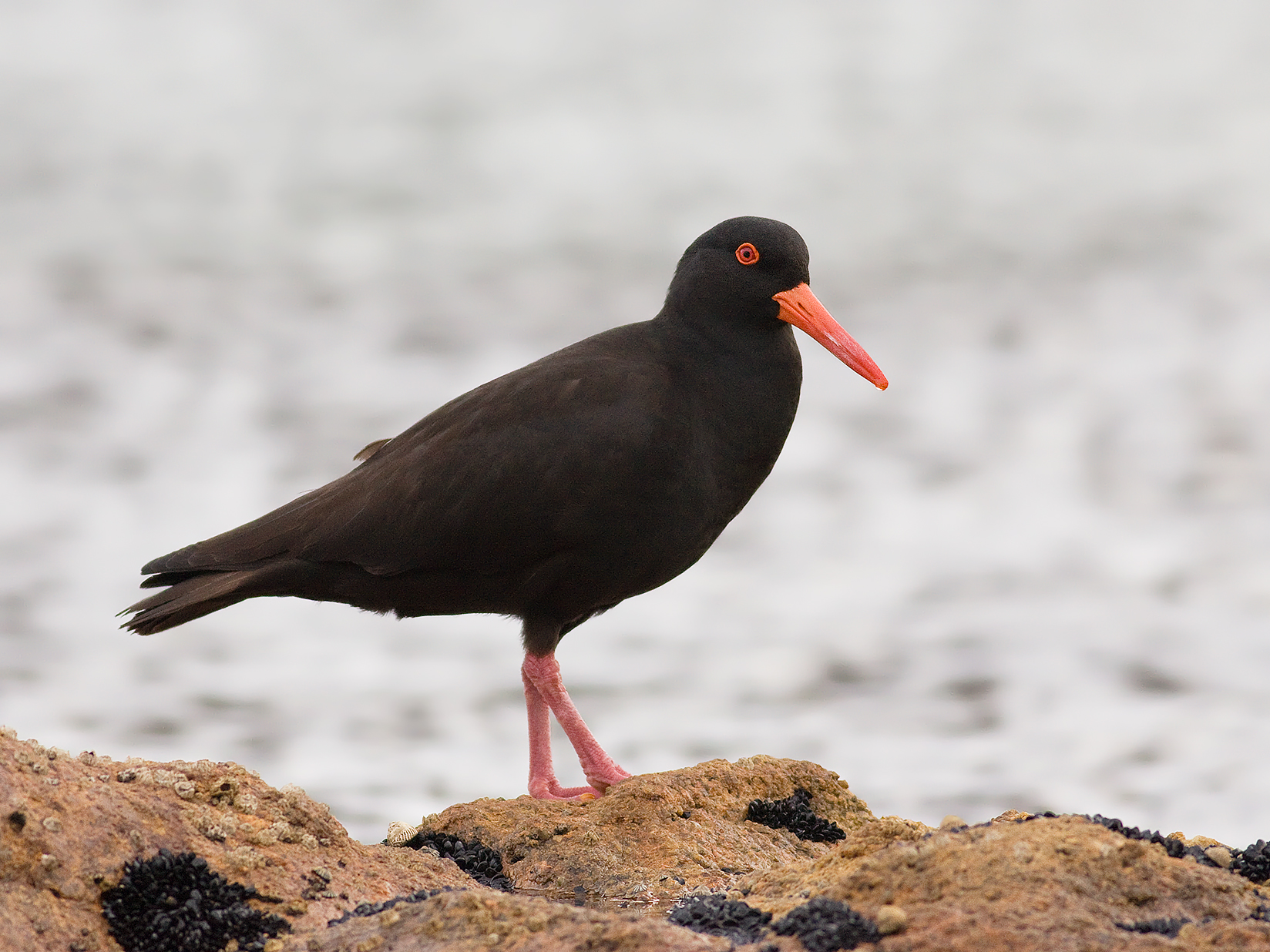
コールズベイのオーストラリアクロミヤコドリ（Sooty Oystercatcher）

### 国立公園入園料
国立公園に入るには入園料が必要である（ビジターセンターなどでパスを買う）。料金は複雑なので数例をあげる（2013年4月21日時点）。詳しくは英語の案内をご覧ください（National Parks Passes)。
- 24時間パスは、大人12ドル、車1台（8人まで）24ドル。但し、クレイドル山国立公園は別途必要。
- 1人8週間まで、30ドル。タスマニアのすべて国立公園に入園できる。
- 車1台（8人まで）8週間まで、60ドル。タスマニアのすべての国立公園に入園できる。

### 野外活動
- ビーチ（無料）。ミューアズ・ビーチ（Muirs Beach）は水も砂浜もきれいで、砂浜は長い。イルカ・ホリデーセンター（BIG4 Iluka on Freycinet Holiday Park）から徒歩1分。ここは国立公園の外なので入園料は不要。
- ビーチ（無料）。フレンドリー・ビーチス（Friendly Beaches）はコールズベイの北18㎞にある。オーストラリアの著名な旅行テレビ番組・ Getaway(Channel Nine)で「オーストラリアのビーチ上位10」に選ばれた。
- カヤックツアー（Freycinet Paddle tour details - Freycinet sea kayaking）。ミューアズ・ビーチ（Muirs Beach）で行なわれる。
- 毎年イースターに「オーストラリア三山頂レース」の競技場の1つになる。3-4日がかりのレースで、ロンセストンを出発し、コールズベイではマラソン33kmとフレイシネット山の上下動620mをし、ホバートに到着。全体では、ボートで335海里、マラソンで131km、上下動で2,646mの競技である。

### 遊歩道
タスマニアの国立公園の醍醐味は大自然の景観である。それを味わうには、少しでもよいから、遊歩道（トレイル、トラック）を歩くことだ。
タスマニア政府の公園・野生生物局は遊歩道の難易度を5段階評価している（60 Great Short Walks）。概要は以下のようだ。
1. レベル1：ブッシュウォーキングの経験不要。道は表面が平で硬い。階段なし。坂なし。補助者がいれば車椅子で行ける。
2. レベル2：ブッシュウォーキングの経験不要。道は表面が平で硬い。坂はある。階段はときどきある。
3. レベル3：ほぼ全年齢の健康者向き。ブッシュウオーキングの経験はあればあった方が良い。道の表面がデコボコ、短い急坂、多数の階段のどれかがある。
4. レベル4：ブッシュウォーキングの経験は必須。歩行距離は長く、道の表面はデコボコ、傾斜はきつい。案内標識は少ししかない。
5. レベル5：緊急処置や地形読み取りスキルをもつブッシュウォーキング経験者向き。歩行距離は長い。道の表面はひどくデコボコ、傾斜はとてもきつい。案内標識はない。

2時間以上の遊歩道を歩く時は、遊歩道の入り口で登録ノートに記帳する。「歩く時は必ず記帳してください」と英語で書いてあり、ノートとペンが置いてある。「名前、国、人数、行先、入った日時」を記入し、帰ってきた時に、「帰ってきた日時」を記入する。
以下、いくつかのコースを示すが、他のコースもある。なお、承知していると思うが、難易度レベル4以上のコースは、ここに記載したよりもはるかに多くの情報と充分な準備が必要である。
- 難易度レベル1。「トウビル岬（Cape Tourville）」コース。海から見ると絶壁の上に灯台がある。その灯台を中心にぐるっと作られた遊歩道を眼下の海原を眺めながら歩く。（Parks & Wildlife Service - Cape Tourville)。往復20分。タスマニア政府の公園・野生生物局の「偉大なショートウォーク60」（60 Great Short Walks)に選ばれたコースの1つである。

- 難易度レベル3。「ワイングラス湾展望台（Wineglass Bay Lookout）」コース。遊歩道の一番人気。駐車場からハザード山脈（the Hazard Range）を登ってワイングラス湾（Wineglass Bay）展望台に行くコース（Parks & Wildlife Service - Wineglass Bay Lookout)。往復1-1.5時間。「US magazine Outside」で「世界の上位10ビーチ」に選ばれた（Freycinet National Park, Tasmania）。タスマニア政府の公園・野生生物局の「偉大なショートウォーク60」（60 Great Short Walks)に選ばれた。

- 難易度レベル4。「ワイングラス湾とハザーズビーチ周回（Wineglass Bay and Hazards Beach Circuit）」コース。上記のワイングラス湾展望台から、ワイングラス湾のビーチまで降りて、ハザーズビーチを回るコース（Parks & Wildlife Service - Wineglass Bay and Hazards Beach Circuit)。往復4-5時間。タスマニア政府の公園・野生生物局の「偉大なショートウォーク60」（60 Great Short Walks)に選ばれた。

- 難易度レベル5。「フレイシネット半島周回（Freycinet Peninsula Circuit）」コース。往復2日以上。30㎞。難易度5の有名なコースで、ブッシュウォークのメッカと言われている（Parks & Wildlife Service - Freycinet Peninsula Circuit)。

## 気候
コールズベイの近くの気候観測地点は、コールズベイの北約16㎞にある町・フレンドリービーチス（Friendly Beaches）なので、その地点の気候を表にした。温暖な気候で、年間300日以上が晴天で、年間降雨量が600.17 mmである。 
| フレンドリービーチス（Friendly Beaches、コールズベイの北約16㎞）の気候 | フレンドリービーチス（Friendly Beaches、コールズベイの北約16㎞）の気候 | フレンドリービーチス（Friendly Beaches、コールズベイの北約16㎞）の気候 | フレンドリービーチス（Friendly Beaches、コールズベイの北約16㎞）の気候 | フレンドリービーチス（Friendly Beaches、コールズベイの北約16㎞）の気候 | フレンドリービーチス（Friendly Beaches、コールズベイの北約16㎞）の気候 | フレンドリービーチス（Friendly Beaches、コールズベイの北約16㎞）の気候 | フレンドリービーチス（Friendly Beaches、コールズベイの北約16㎞）の気候 | フレンドリービーチス（Friendly Beaches、コールズベイの北約16㎞）の気候 | フレンドリービーチス（Friendly Beaches、コールズベイの北約16㎞）の気候 | フレンドリービーチス（Friendly Beaches、コールズベイの北約16㎞）の気候 | フレンドリービーチス（Friendly Beaches、コールズベイの北約16㎞）の気候 | フレンドリービーチス（Friendly Beaches、コールズベイの北約16㎞）の気候 | フレンドリービーチス（Friendly Beaches、コールズベイの北約16㎞）の気候 |
| 月                                                                     | 1月                                                                    | 2月                                                                    | 3月                                                                    | 4月                                                                    | 5月                                                                    | 6月                                                                    | 7月                                                                    | 8月                                                                    | 9月                                                                    | 10月                                                                   | 11月                                                                   | 12月                                                                   | 年                                                                     |
| ---------------------------------------------------------------------- | ---------------------------------------------------------------------- | ---------------------------------------------------------------------- | ---------------------------------------------------------------------- | ---------------------------------------------------------------------- | ---------------------------------------------------------------------- | ---------------------------------------------------------------------- | ---------------------------------------------------------------------- | ---------------------------------------------------------------------- | ---------------------------------------------------------------------- | ---------------------------------------------------------------------- | ---------------------------------------------------------------------- | ---------------------------------------------------------------------- | ---------------------------------------------------------------------- |
| 最高気温記録 °C （°F）                                                 | 36.4 (97.5)                                                            | 37.0 (98.6)                                                            | 37.0 (98.6)                                                            | 31.4 (88.5)                                                            | 24.0 (75.2)                                                            | 21.0 (69.8)                                                            | 19.0 (66.2)                                                            | 23.5 (74.3)                                                            | 27.0 (80.6)                                                            | 32.7 (90.9)                                                            | 35.0 (95)                                                              | 37.0 (98.6)                                                            | 37.0 (98.6)                                                            |
| 平均最高気温 °C （°F）                                                 | 22.8 (73)                                                              | 22.6 (72.7)                                                            | 21.4 (70.5)                                                            | 18.6 (65.5)                                                            | 16.1 (61)                                                              | 14.1 (57.4)                                                            | 13.7 (56.7)                                                            | 14.7 (58.5)                                                            | 16.7 (62.1)                                                            | 18.0 (64.4)                                                            | 19.5 (67.1)                                                            | 21.8 (71.2)                                                            | 18.3 (64.9)                                                            |
| 平均最低気温 °C （°F）                                                 | 13.1 (55.6)                                                            | 13.2 (55.8)                                                            | 11.8 (53.2)                                                            | 9.6 (49.3)                                                             | 8.3 (46.9)                                                             | 6.4 (43.5)                                                             | 5.7 (42.3)                                                             | 6.1 (43)                                                               | 7.5 (45.5)                                                             | 8.6 (47.5)                                                             | 10.0 (50)                                                              | 11.6 (52.9)                                                            | 9.3 (48.7)                                                             |
| 最低気温記録 °C （°F）                                                 | 6.0 (42.8)                                                             | 7.2 (45)                                                               | 5.3 (41.5)                                                             | 1.0 (33.8)                                                             | −1.1 (30)                                                              | 0.0 (32)                                                               | −0.5 (31.1)                                                            | −0.1 (31.8)                                                            | 1.2 (34.2)                                                             | 1.2 (34.2)                                                             | 3.0 (37.4)                                                             | 5.5 (41.9)                                                             | −1.1 (30)                                                              |
| 降水量 mm （inch）                                                     | 61.2 (2.409)                                                           | 60.3 (2.374)                                                           | 53.7 (2.114)                                                           | 50.3 (1.98)                                                            | 47.0 (1.85)                                                            | 36.2 (1.425)                                                           | 48.5 (1.909)                                                           | 48.7 (1.917)                                                           | 33.3 (1.311)                                                           | 65.2 (2.567)                                                           | 58.8 (2.315)                                                           | 36.6 (1.441)                                                           | 601.7 (23.689)                                                         |
| 出典：オーストラリア気象局                                             |                                                                        |                                                                        |                                                                        |                                                                        |                                                                        |                                                                        |                                                                        |                                                                        |                                                                        |                                                                        |                                                                        |                                                                        |                                                                        |

## 参照
- Coles Bay Website
- ウィキボヤージュには、コールズベイに関する旅行情報があります。